# A.J. Bouye
Arlandus Jacob Bouye (Tucker, 16 agosto 1991) è un giocatore di football americano statunitense che milita nel ruolo di cornerback per i Carolina Panthers della National Football League (NFL).

## Carriera

### Houston Texans
Al college Bouye giocò a football alla University of Central Florida dal 2009 al 2013. Dopo non essere stato scelto nel Draft NFL 2013, il 10 maggio firmò con gli Houston Texans come free agent. Nella sua stagione da rookie disputò sei gare, mettendo a segno due tackle negli special team prima di essere inserito in lista infortunati il 16 ottobre per un infortunio al tendine del ginocchio.
Nel 2014, Bouye guidò a pari merito la squadra con 3 intercetti, oltre a 54 tackle, 10 passaggi deviati e un fumble forzato. Divenne stabilmente titolare nella sua ultima stagione con la squadra, quella del 2016.

### Jacksonville Jaguars
Il 9 marzo 2017, Bouye firmò un contratto quinquennale del valore di 67,5 milioni di dollari con i Jacksonville Jaguars. Nel decimo turno mise a segno un intercetto su Philip Rivers nei tempi supplementari, ritornandolo per 51 yard e permettendo ai Jaguars di calciare il field goal della vittoria. Per quella prestazione fu premiato come miglior difensore della AFC della settimana A fine stagione fu convocato per il suo primo Pro Bowl e inserito nel Second-team All-Pro dall'Associated Press dopo essersi classificato terzo nella NFL con 6 intercetti.

### Denver Broncos
Il 3 marzo 2020, Bouye fu scambiato con i Denver Broncos per una scelta del quarto giro del Draft NFL 2020. L'8 dicembre 2020 fu sospeso dalla lega per avere fallito un test antidoping.

### Carolina Panthers
Il 12 aprile Bouye firmò con i Carolina Panthers.

## Palmarès
- Convocazioni al Pro Bowl: 1

2017
- Second-team All-Pro: 1

2017
- Difensore della AFC della settimana: 1

10ª del 2017

## Vita privata
È cugino di Jaylen Brown, guardia dei Boston Celtics.